# Krottenhof
Der Krottenhof (Lainachhof bzw. Plattlhof) ist ein ehemaliger Grazer Edelhof in der Krottendorfer Straße 104, nahe der Kreuzung mit der Grottenhofstraße im Stadtbezirk Wetzelsdorf. Seine Geschichte geht bis auf das 14. Jahrhundert zurück. Heute befindet sich in den Gebäuden des Hofes Teile der Land- und Forstwirtschaftlichen Fachschule Alt-Grottenhof.

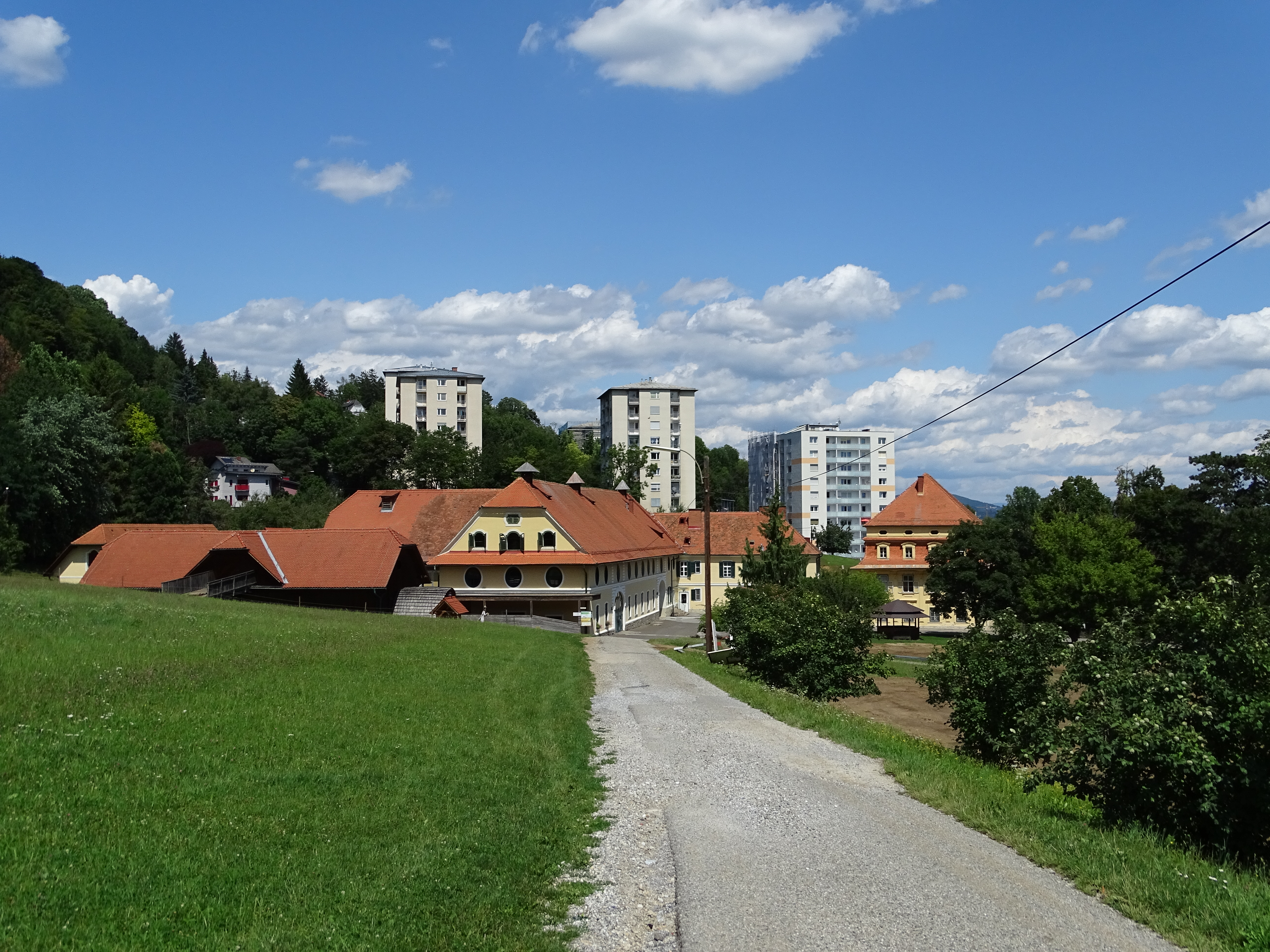
Der Krottenhof im August 2019

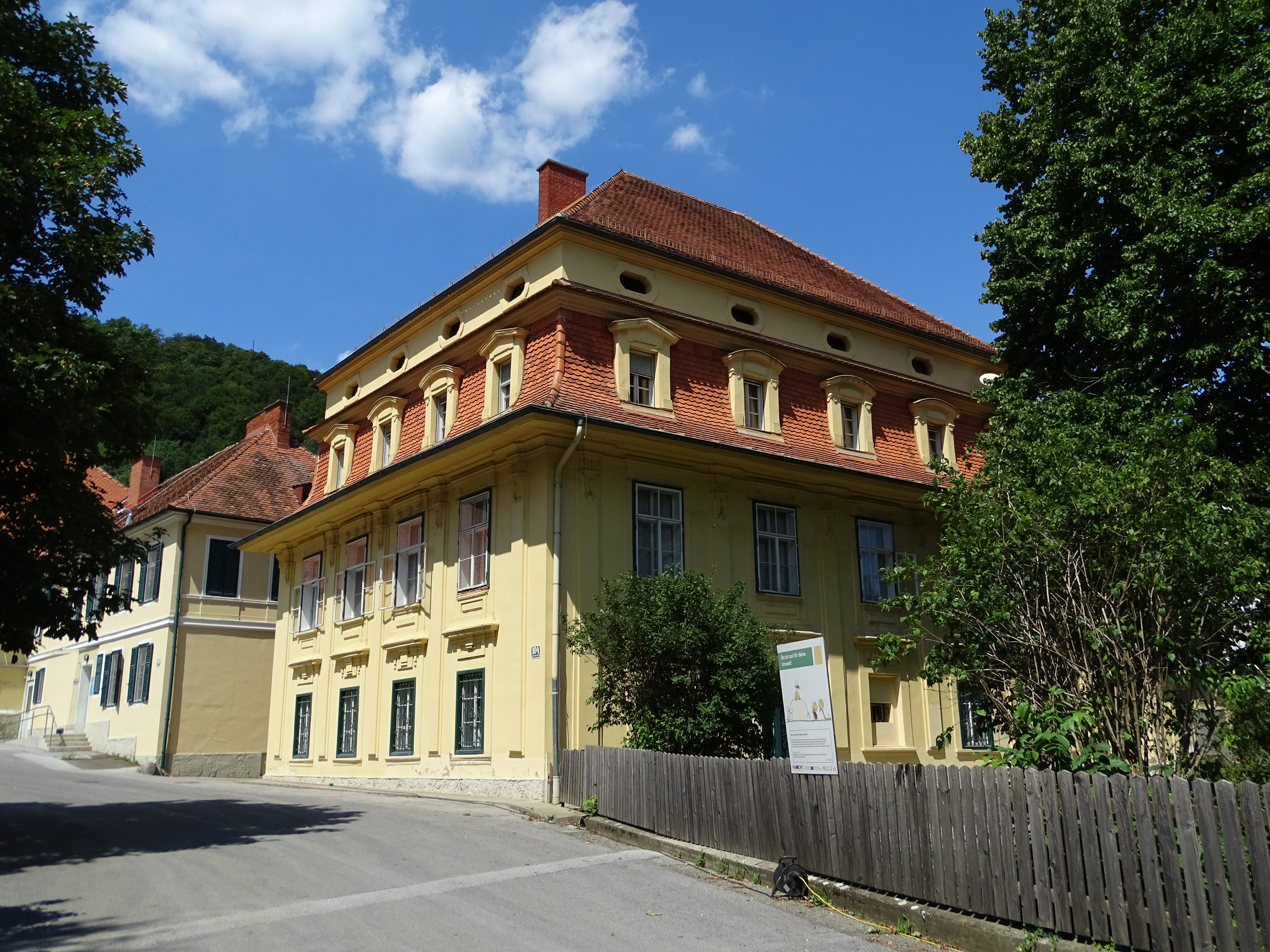
Eines der Gebäude des ehemaligen Ansitzes

## Geschichte

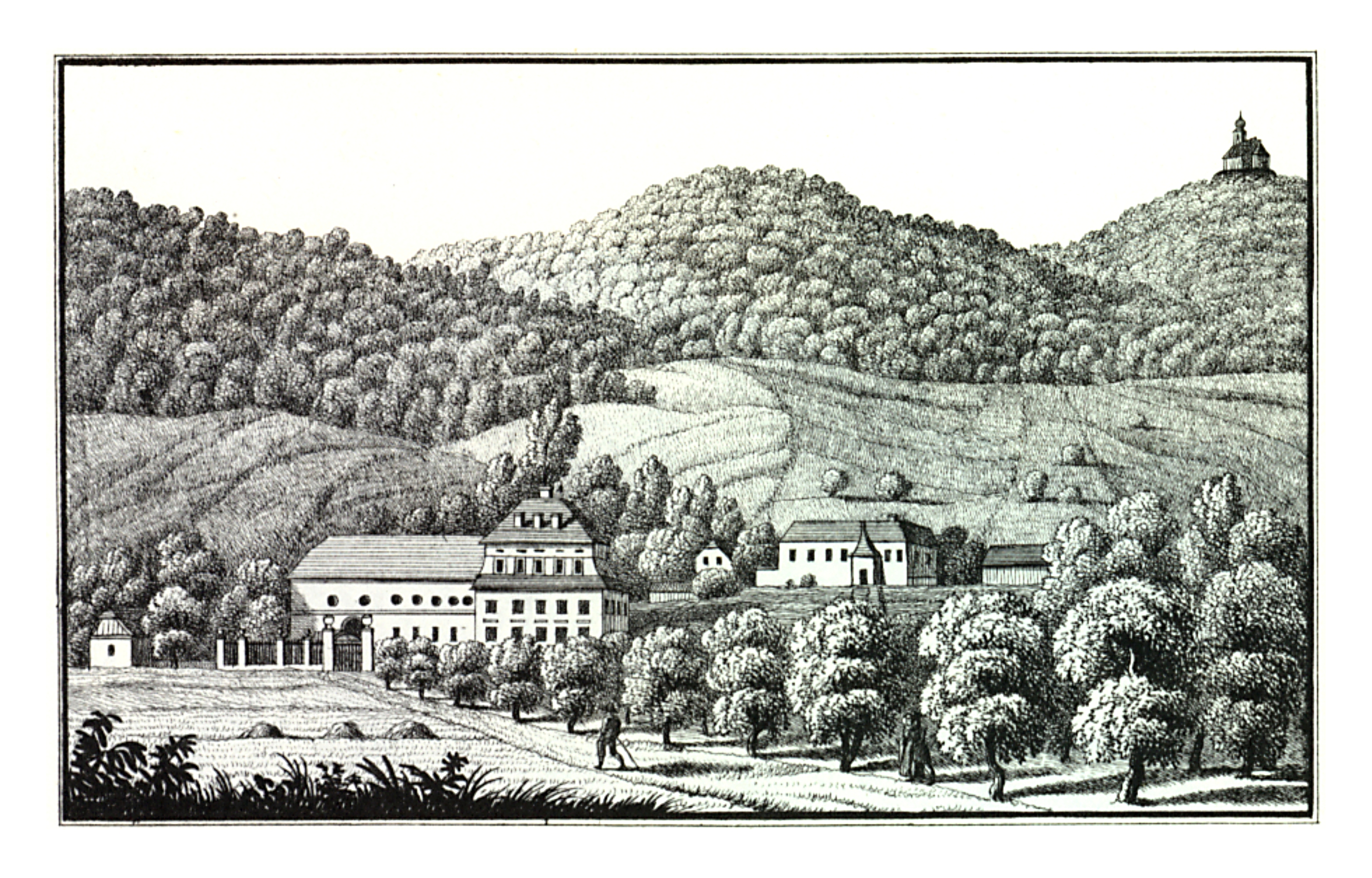
Grottenhof um 1830, Lith. Anstalt J.F. Kaiser, Graz

1360 wird im Urbar des Stiftes Admont in der zum Schloss St. Martin Ortschaft Krottendorf ein großer und ein kleiner Hof genannt. Der größere Hof, der Plattlhof, wurde 1590 an Johann von Paar verkauft und durch Erzherzog Ferdinand von der Untertänigkeit befreit. Johann von Paar ließ den Hof zu einem Edelhof ausbauen und nannte ihn „Krottenstein“. 1622 verkaufte sein Nachkomme Rudolf Freiherr von Paar den Hof zusammen mit einigen anderen, im Grazer Feld gelegenen Gütern an den Fürsten Johann Ulrich von Eggenberg. Freiherr von Paar zahlte aber nach dem Verkauf ohne sein Wissen die Grundsteuer für die Besitztümer bis ins Jahr 1635 weiter. Nach 1635 wurde der Hof wieder zu einem bäuerlichen Gut und wurde „Lainachhof“ genannt.
Am Anfang des 18. Jahrhunderts erwarb Johann Caspar Mejak den Hof und baute in erneut zu einem Edelhof aus. Seine Witwe verkaufte das Gut 1738 an den Stift St. Lambrecht. In der Zeit um 1780/86 kam es zu einer Neugestaltung des Anwesens. Nach der Auflösung des Stiftes St. Lambrecht im Jahr 1786 ging der Hof in bürgerliche Hände. 1867 war das Gut zu Grottenstein im Eigentum von Emil Freiherrn von Egger († 1911), der es am 29. Juli des Jahres an den steiermärkischen Landesausschuss verpachtete und es am 8. Jänner 1869 dem Land Steiermark verkaufte. Im Anwesen wurde die Ackerbauschule Grottenhof eingerichtet.

## Beschreibung
Der Kern des Gebäudeblocks stammt aus dem 16. Jahrhundert. Das Gebäude wird von einem abgewalmten Mansarddach überdacht und das Attikageschoß weist Ochsenaugenfenster auf. Die Fassade ist im Plattenstil gehalten und wurde in der Zeit um 1780/86 vermutlich von jemandem aus dem Umkreis von Josef Hueber gestaltet. Die Fenster haben teilweise schmiedeeiserne Fenstergitter.
Der Stiegenaufgang wird von einem Platzlgewölbe überspannt und hat zum Teil ein klassizistisches Geländer aus Schmiedeeisen. Im Obergeschoß befinden sich zwei klassizistische Stuckplafonds.
Das um 1780/86 errichtete Wirtschaftsgebäude erhielt im zweiten Viertel des 19. Jahrhunderts einen Zubau. Es hat ebenfalls eine Plattenstil-Fassade und wird von einem Fußwalmdach überdacht. Die Halle im Erdgeschoß ist dreischiffig und wird von einem Platzlgewölbe überwölbt.